# Pholcus extumidus
Pholcus extumidus is een spinnensoort uit de familie trilspinnen (Pholcidae). De soort komt voor in Korea en Japan. 